# GPNVG-18
GPNVG-18は、アメリカで開発された第3世代戦闘用暗視装置。
GPNVGはGround Panoramic Night Vision Goggle(地上用パノラマ暗視ゴーグル)の略で、通常の単眼・複眼のものより広い視野が特徴。

## 概要
暗視方式はパッシブ赤外線方式で、AN/PVS-14の対物レンズと増幅管、接眼レンズが1系統の単眼式暗視装置の視野角が40°であるのに対し、GPNVG-18はそれを4基搭載して公称値で97°の広視界を実現し、高度な状況認識能力を有する。

### 開発史
1997年に航空機パイロット用として開発されたAN/AVS-10 PNVG(Panorama Night Vision Goggles)をデルタフォースが地上作戦に使用した事から耐久性を向上する等の地上作戦に対応した設計に改良したGP(Ground Panorama)NVGが開発された。
1993年、米国政府は陸軍が使用する暗視技術の改善要望について航空機搭乗員を対象に調査を実施した。最も要望が多かった改善要望は、視野の拡大と解像度の向上であった。
1995年から1997年頃、PNVG(パノラマ暗視装置)の開発作業が始まり、最初の概念装置が作成された。
以前は、視野を広くするために暗視チューブを「伸ばす」必要があり、解像度が大幅に低下したため、パイロットは妥協に同意しなかった。しかし、4つの暗視チューブを追加することで、使用者は標準解像度を維持しながら視野を広げることができ、暗視装置の標準40度を維持し、両側に30度を追加して、標準の40度ではなく100度の視野を使用できるようになった。
1998年、PNVGのコンセプトプロトタイプがF-15Eパイロットに送られ、テストされた。
重量、快適なデザイン、視覚精度、当時出荷されていたNVGチューブの使用は、当時使用されていた標準F4949（AN/ANVIS-9）ゴーグルに匹敵し、競合製品を上回り、Aviator's Night Vision Imaging Device (ANVIS-10)が開発された。
ANVIS-10の戦闘での使用
AC-130ガンシップ、A-10サンダーボルト、MC-130コンバットタロン、C-17グローブマスターの乗員には最終的にANVIS-10が配備された。
2002年3月27日から4月にかけて、フォート ベニングで試験が行われ、視野が標的を捕捉して排除するのにどの程度の役割を果たすかが分析された。PNVGは標的の検出時間を大幅に改善しなかったが、特に近距離で使用者が検出できる標的の数を増やした。この試験には欠陥(標的は40度の暗視装置で検出できるような方法で配置されていたため、試験の作成者はPNVGユーザーによる周辺視野の使用を考慮していなかった)があったが、パノラマ暗視装置はあらゆる戦闘シナリオで役立つわけではないものの、近距離戦闘ではうまく機能することが証明された。
2000年代には、特殊部隊グループが派遣中の地上部隊にANVIS-10システムを導入した。
ANVIS-10を装備した特殊部隊オペレーターの最も古い写真は2003年にまで遡る。しかし、ANVIS-10は地上作戦での使用を念頭に置いて作られたものではなく、扱いにくく、カスタマイズが難しく、地上作戦の堅牢性を考慮して作られていなかった。
特殊部隊等によるパノラマ暗視装置への関心が高まったため、PNVG-18の地上部隊バージョンの開発が開始された。L3ハリスバージョンの開発がいつ始まったのかは不明であるが、今日判明していることはL3ハリスGPNVG-18システムには、ANVIS-10の問題が研究され、メンテナンスとカスタマイズを考慮して、極端な温度でもよりよく動作する頑丈なモジュールシステムを導入したことである。
このGPNVG-18は西側諸国の比較的予算のある特殊部隊向けに取得が進められ、今日に至るまでに各国の最精鋭部隊(Tier1)へ配備されている。
すでに後継が開発され、F-Panoではサーマルビジョンが追加されて5眼となり、AR、無線通信機能が追加され、高度な情報共有を行って戦闘の優位性をより高めるものとなっている。
近年ではAN/PVS-31のように上へ跳ね上げることができるようになるカスタムパーツであるUAPNVG-B「キメラ」ブリッジというものが発売されている。

## 実戦
GPNVG-18が戦闘で使用された最初の記録は、有名なネプチューン・スピア作戦である。
デルタフォースはPNVGと同じANVISマウントを用いるモデルを使用し、その他作戦で運用している。

## 採用国
| 国             | 組織名称                                                     |
| -------------- | ------------------------------------------------------------ |
| アメリカ合衆国 | アメリカ陸軍第1特殊作戦部隊デルタ分遣隊（デルタフォース）    |
| アメリカ合衆国 | アメリカ海軍特殊戦コマンド（Navy SEALs DEVGRU）              |
| アメリカ合衆国 | 連邦捜査局（FBI） 人質救出チーム（Hostage Rescue Team, HRT） |
| ドイツ         | ドイツ陸軍KSK                                                |
| ドイツ         | ドイツ海軍KSM                                                |
| カナダ         | カナダ統合軍JTF-2                                            |
| オランダ       | オランダ特殊部隊KCT                                          |
| オランダ       | オランダ国立特殊部隊航空隊NLMARSOF                           |
| フランス       | フランス空軍CPA-10                                           |
| ウクライナ     | ウクライナ特殊作戦軍                                         |
| 韓国           | 第707特殊任務団                                              |
| 韓国           | 大韓民国海軍特殊戦旅団（UDT/SEALs）                          |
| 韓国           | 大統領警護隊対応攻撃チーム（Counter-Assault Team・CAT）      |
| 日本           | 陸上自衛隊特殊作戦群                                         |

## 登場作品

### 映画
『ゼロ・ダーク・サーティ』
本作で初めて映像作品に登場し、世界的に知られるようになった。劇中ではDEVGRUのメンバーが全員使用している。撮影に使用されたプロップは実物ではない。また、演出も意図もあってか実際の物よりも一回り大きめに作られている。
『東京無国籍少女』
終盤に登場する解放戦線の兵士の一人が使用している。

### ドラマ
『SIX アメリカ海軍特殊部隊』
DEVGRUメンバー全員が夜戦で使用する。中盤からは白色蛍光のものが登場。初期のプロップは目元が光っていなかったが、途中から光るものに改造された模様。

### アニメ
『Under the Dog』
敵対する在日米軍のメンバーが使用している。
『スプリガン(Netflix版)』
トライデントの傭兵が使用している。演出的な意図もあってかレンズが赤く発光している。

### ゲーム
『メダル・オブ・オナー ウォーファイター』
主人公の所属するタスクフォース マコのメンバー全員が使用している。
『コール オブ デューティ ゴースト』
キービジュアルでキーガンが着用。キャンペーンではFederation Dayでヘッシュとキーガンが使用する。
『Escape from Tarkov』
ゲーム内で手に入るナイトビジョンゴーグルの中で最も高価で高性能な物として登場する。
『コール オブ デューティ モダン・ウォーフェア』
劇中内で使用できるナイトビジョンゴーグルとして登場。キャンペーンではギャリック、プライスを含めたSASの隊員が使用、マルチプレイヤーでは夜戦ルールの場合にオペレーターの頭にマウントされる。キャンペーンモードでは通常の四眼デザインとなっているが、権利関係に問題があったのか一部でのモデリングは六眼に変更されている。本作に登場する架空の軍事企業であるXRKが製造したという設定で海外限定の特別盤であるDark Editionでは実際にナイトビジョンが機能するレプリカ品が付属していた。
『バイオハザード ヴィレッジ』
クリスを含めたハウンドウルフ隊のメンバー全員が使用。デザインはF-Panoに近い。暗所に入った場合とターゲットロケーターで不可視レーザーを視認する際に展開される。
『コール オブ デューティ モダン・ウォーフェアII』
前作と同様にXRK製の六眼モデルが登場しており、キャンペーンにおいてタスクフォース141のメンバーが使用する。マルチプレイヤーでも一部キャラクターが装備しているが、キャンペーンに登場したスキン以外はナイトビジョンのモデリングの動きが同期していない為、3人称視点ではナイトビジョンが二つに増えたり、既に展開されているナイトビジョンにモデリングが重なってしまう。DMZでは通常アイテムとして登場し、基本的に昼間であるため使い道がないが、暗所であるコシチェイ・コンプレックスでは必須となるアイテムである。
『コール オブ デューティ モダン・ウォーフェアIII』
前作、前々作と同様にXRK製の六眼モデルが登場。前作と同様タスクフォースのメンバーが使用する他、コンニの兵士たちも使用している。マルチプレイヤーではオペレーターのバイラインがTANカラーの物を着用している。